# Ron Padgett
Ron Padgett, född 17 juni 1942 i Tulsa, är en amerikansk poet, essäist och översättare. Någon enskild volym med Ron Padgetts dikter finns inte på svenska (2018), han är däremot representerad i ett par antologier.

## Verksamhet
Ron Padgett brukar räknas till New York-skolans andra generation, även om han själv värjer sig mot denna typ av kategorisering. Att han skulle ha influerats nämnvärt av äldre poeter som John Ashbery, Kenneth Koch och Frank O'Hara ur den första generationen vill han själv betrakta som en snäv litteraturhistorisk förenkling, även om han uppskattar dessa poeters verk. Till New York flyttade Ron Padgett 1960 för att börja på college vid Columbia University 18 år gammal. Redan det året hade han utgivit ett första eget diktverk kallat Summer Balloons i hemstaden Tulsa. Sista året på gymnasiet där, åren 1959-60, hade han även redigerat fem nummer av en litterär tidskrift, The White Dove Review, tillsammans med Joe Brainard, Dick Gallup och Ted Berrigan, och lyckats få äldre beatförfattare som Jack Kerouac och Allen Ginsberg att bidra med originalalster. Ron Padgett gav senare ut diktsamlingen In Advance of the Broken Arm på det lilla underjordiska stencilförlaget "C" Press i New York, följt av ett par ytterligare titlar i rask följd. Flera andra samlingar under 1960-talet utgavs på liknande, mindre förlag innan genombrottet med samlingen Great Balls of Fire (1969). Ron Padgett samarbetade för övrigt tidigt i flera arbeten med vapenbrodern Ted Berrigan, bland annat i Bean Spasms (1967), liksom med bildkonstnärer som Joe Brainard och Jim Dine. Han har senare skrivit personligt hållna minnesböcker om såväl Ted Berrigan som Joe Brainard.
I mitten av 1960-talet bodde han ett år i Paris efter att ha tilldelats ett Fulbrightstipendium. Tidiga franska modernister som Apollinaire, Cendrars, Roussel, Jacob och Reverdy hör till de poeter han har tolkat till engelska. Han är själv tolkad till svenska av Gunnar Harding, första gången redan 1969, då ett par dikter av honom fanns med i antologin Amerikansk undergroundpoesi. En av dem är en sonett skriven tillsammans med Ted Berrigan, där en bildad recitatör själv, med början på utandning, får markera en jambisk pentameter, för varje rad består av bokstaven z ["zzzzzzzzzzzzzzzzzzzzzzzzzzzzzzzzzzz / zzzzzzzzzzzzzzzzzzzzzzzzzzzzzzzzzzzz" etc]. Tre decennier senare fick Padgett ett fylligare utrymme i volymen 3 x New York (1998), tillsammans med John Ashbery och Kenneth Koch. 
En första omfattande Collected Poems kom 2013 på det oberoende, ideella bokförlaget Coffee House Press. För denna 800-sidiga volym tilldelades Ron Padgett året efter Los Angeles Times bokpris i kategorin poesi, ett pris som består av ett hedersomnämnande och en summa på 1000 (tusen) dollar. Boken innehåller 11 diktsamlingar från åren 1964-2011. Inga samarbeten med konstnärer eller andra poeter är med, däremot finns en avslutande avdelning med närmare 90 "osamlade" [uncollected] dikter från 1960-2004, dikter som aldrig tidigare fått plats i någon samling. Osamlade dikter tillkomna efter 2004 vill författaren i en efterföljande liten anteckning "optimistiskt" betrakta som pågående arbeten.
År 2016 spelade Ron Padgetts poesi en viss roll i Jim Jarmuschs spelfilm Paterson. Filmen handlar om en poesiskrivande bussförare vid namn Paterson i staden Paterson. Fyra dikter ur Padgetts tidigare produktion användes som bussföraren Patersons egna tillsammans med tre dikter specialskrivna till filmen.
År 2018 tilldelades han Robert Frost Medal av Poetry Society of America för sitt livsverk. Sedan mars 2010 förvaras Ron Padgetts korrespendens och manuskript på Beinecke Library vid Yale University.

## Verk

### Diktsamlingar (urval)
- Summer Balloons (Tulsa, Oklahoma, 1960)
- In Advance of the Broken Arm (New York: "C" Press, 1964)
- Great Balls of Fire (Chicago-New York-San Francisco: Holt, Rinehart and Winston, 1969; ny reviderad upplaga på Coffee House Press, 1990)
- Toujours l'amour (New York: SUN, 1976)
- Tulsa Kid (Calais, Vermont: Z Press, 1979)
- Triangles in the Afternoon (New York: SUN, 1979)
- The Big Something (Great Barrington: The Figures, 1990)[17]
- New & Selected Poems (Boston: David R. Godine, 1995)
- Poems I Guess I Wrote (CUZ Editions, 2001)
- You Never Know (Minneapolis: Coffee House Press, 2002)
- How To Be Perfect (Coffee House Press, 2007)
- How Long (Coffee House Press, 2011)
- Collected Poems (Coffee House Press, 2013)
- Alone and Not Alone (Coffee House Press, 2015)

### Poesitolkningar (urval)
- Guillaume Apollinaire: Zone: Selected Poems (NYRB Poets, 2015)
- Blaise Cendrars: Complete Poems (University of California Press, 1992)
- Yu Jian: Flash Cards: Selected Poems from Yu Jian's Anthology of Notes, tolkade tillsammans med Wang Ping (Zephyr Press & Chinese University Press, 2010)
- Valery Larbaud: The Poems of A. O. Barnabooth (1977; reviderad nyutgåva på Black Widow Press, 2008)
- Pierre Reverdy: Prose Poems (Black Square Editions, 2007)

### Samarbeten (urval)
- Bean Spasms, med Joe Brainard och Ted Berrigan (New York: Kulchur Press, 1967; ny facsimilupplaga på Granary Books, 2012)
- The Adventures of Mr. and Mrs. Jim and Ron, med Jim Dine (Grossman Publishers / Cape Goliard Press, 1970)
- Antlers in the Treetops, med Tom Veitch (Coach House Press, 1973)

### Ron Padgett på svenska
- ["Två dikter"] i antologin Amerikansk undergroundpoesi, i urval och översättning av Gunnar Harding (Wahlström & Widstrand, 1969)
- ["Elva dikter"] i antologin 3 x New York, tillsammans med John Ashbery och Kenneth Koch, i tolkning av Gunnar Harding (LeanderMalmsten, 1998)

## Utmärkelser (urval)
- Officer i Arts et Lettres-orden (2001)
- Shelley Memorial Award (2009) [18]
- Los Angeles Times Book Prize (2013)
- William Carlos Williams Award (2014)[19]
- Robert Creeley Award (2015) [20]
- Robert Frost Medal (2018)